# Горавиця
Горавиця (біл. Гаравіца) — село в Білорусі, у Дорогичинському районі Берестейської області. Орган місцевого самоврядування — Радостівська сільська рада.

## Історія
У 1921 році хутір Горавиця входив до складу гміни Леликове Каширського повіту Поліського воєводства Польської Республіки.

## Населення
За переписом населення Білорусі 2009 року чисельність населення села становило 162 особи.
За даними перепису населення Польщі 1921 року на хуторі Горавиця налічувалося 18 будинків та 111 мешканців, з них:
- 61 чоловік та 50 жінок;
- 111 православних;
- 12 українців (русинів), 40 «тутейших», 59 поляків.